# Bobby Storey
Robert 'Bobby' Storey (11 d'abril de 1956 - 21 de juny de 2020) va ser un voluntari de l'Exèrcit Republicà Irlandès Provisional (IRA o PIRA) i membre del Sinn Fein de Belfast, Irlanda del Nord. Abans de ser condemant a 18 anys per tinença d'armes, va passar un temps de presó preventiva per diversos càrrecs, i en total va complir 20 anys de presó. Va tenir un paper clau en la fugida de la presó de Maze, la més gran de la història penal britànica, i per algunes fonts va ser considerat el màxim responsable de la intel·ligència de l'IRA durant la dècada de 1990.
La seva família era originària de la zona de Marrowbone, a Oldpark Road, al nord de Belfast, però van haver-se de traslladar quan Storey era molt jove a causa dels atacs dels lleialistes al districte, i van anar a Manor Street, una zona també del nord de Belfast. L'oncle de Storey era l'entrenador de boxa Gerry Storey i el seu pare, també anomenat Bobby, va participar en la defensa de la zona als anys setanta, quan els catòlics van ser intimidats pels lleialistesa l'inici del període conegut com The Troubles. A la família de la seva mare Peggy hi havia precedents de militància en el republicanisme irlandès, però Storey va dir que "el que el va influir més van ser els esdeveniments que succeïren al seu voltant",com l'atemptat del bar McGurk a New Lodge, on alguns dels morts eren coneguts de la seva família, o el Diumenge Sagnant. Així, Storey va deixar l'escola quan tenia quinze anys i va anar a treballar amb el seu pare venent fruita. Als setze anys es va convertir en membre de l'IRA.
L'11 d'abril de 1973, quan complia disset anys, va ser internat i reclòs al camp d'internament de Long Kesh. Abans l'havien detingut fins a vint vegades, però era massa jove per a ser internat. L'octubre de 1974 va participar en la protesta a Long Kesh contra les condicions de vida on els internats, calant foc a les "gàbies" on estaven detinguts. Va ser alliberat del seu internament el maig de 1975. Va ser novament detingut com a sospitós de participar en un atemptat al Skyways Hotel el gener de 1976, i d'un segrest i assassinat a Andersonstown, Belfast, el març de 1976, però el jutge el va absoldre en el seu judici.
Storey va ser un dels líders de la fugida de la presó de Maze el 1983, quan 38 presos republicans van fugir dels blocs H, la fugida de la presó més gran de la història penal britànica. Va tornar a ser detingut al cap d'una hora, i condemnat a set anys de presó addicionals. Alliberat el 1994, va ser novament detingut el 1996 acusat de tenir informació personal sobre un soldat de l'exèrcit britànic i Brian Hutton, el cap de la justicia nord-irlandesa. En el seu judici als jutjats de Crumlin Road el juliol de 1998, va ser absolt després que la seva defensa demostrés que la informació personal havia estat publicada prèviament en llibres i diaris.